# Bradley Mountain
Pour les articles homonymes, voir Bradley.
Bradley Mountain est une montagne située au sein de la vallée du Connecticut, au centre de l'état du même nom (États-Unis), et faisant partie de Metacomet Ridge, une longue arête rocheuse des Appalaches qui traverse le sud de la Nouvelle-Angleterre sur 160 kilomètres de long. Le sommet s'élève à 210 mètres d'altitude. Bradley Mountain est une destination populaire pour la pratique de sports en plein air, réputée pour ses falaises, le panorama qu'elle offre, son microclimat ainsi que sa faune et sa flore variées.

## Géographie

### Topographie
Bradley Mountain s'élève abruptement 140 mètres au-dessus du cours du fleuve Quinnipiac à l'ouest. Elle s'étend sur 2,4 kilomètres de diamètre, en formant un cirque naturel orienté à l'ouest. Son point culminant atteint 210 mètres d'altitude. Elle se situe sur le territoire des villes de Southington et Plainville. Elle se prolonge au nord par Pinnacle Rock et au sud par Ragged Mountain.

### Hydrographie
Plainville Reservoir, aussi appelé Crescent Lake, est niché à l'ouest de Bradley Mountain, au creux du cirque naturel. Shuttle Meadow Reservoir se situe au sud.
Les eaux des versants orientaux et méridionaux s'écoulent dans la Mattabesett River, affluent du fleuve Connecticut, tandis que les versants occidentaux et septentrionaux appartiennent au bassin du Quinnipiac qui passe, pas plus large qu'un ruisseau à cet endroit, dans un défilé séparant Bradley Mountain de Pinnacle Rock, et qui se jette directement dans l'océan Atlantique au Long Island Sound.

### Géologie
Bradley Mountain, comme la plus grande partie de Metacomet Ridge, est composée de basalte, une roche volcanique. Elle s'est formée à la fin du Trias lors de la séparation de la Laurasia et du Gondwana, puis de l'Amérique du Nord et de l'Eurasie. La lave émise au niveau du rift s'est solidifiée en créant une structure en mille-feuille sur une centaine de mètres d'épaisseur. Les failles et les séismes ont permis le soulèvement de cette structure géologique caractérisée par de longues crêtes et falaises.

### Écosystème
La combinaison des crêtes chaudes et sèches, des ravines froides et humides et des éboulis basaltiques est responsable d'une grande variété de microclimats et d'écosystèmes abritant de nombreuses espèces inhabituelles pour la région. Bradley Mountain est un important corridor migratoire saisonnier pour les rapaces.

## Activités

### Tourisme
Bradley Mountain est traversée par une partie des 82 kilomètres du Metacomet Trail, maintenu par la Connecticut Forest and Park Association, qui s'étend des Hanging Hills à Meriden jusqu'à la frontière avec le Massachusetts. Il passe également le long du Shuttle Meadow Reservoir géré par le New Britain Water Department. Le panorama permet d'observer à l'ouest Plainville Reservoir et au sud Ragged Mountain. La montagne est ouverte à la randonnée pédestre, au canotage, à la pêche (la pratique de ces deux derniers nécessitant un permis en dehors des résidents), au vélo tout-terrain, au pique-nique, à la raquette à neige et, en saison, à la chasse à l'arc. Plusieurs voies d'escalade sont présentes.

### Menaces et protections environnementales
La principale menace qui pèse sur Bradley Mountain est le creusement d'une carrière de Tilcon de 800 mètres de long au nord-est. Toutefois, le reste de la montagne et Plainville Reservoir sont intégralement protégés au sein du Sunset Rock State Park. En 2000, la montagne a fait l'objet d'une étude du National Park Service en vue d'être intégrée dans un nouveau National Scenic Trail, le New England National Scenic Trail, qui aurait inclus le Metacomet-Monadnock Trail au Massachusetts d'une part, les Mattabesett Trail et Metacomet Trail au Connecticut d'autre part. Le Berlin Land Trust est très actif dans la conservation de la montagne et de son panorama.